# Diploma
Diplóma (grško di- + ploma, na pol preganjen list) je izkaz o zaključenem višje- ali visokošolskem izobraževanju. Izda jo ustanova, pooblaščena za podeljevanje višje- oz. visokošolskih nazivov, pri kateri je oseba zaključila študijski program.
Z diplomo pridobi diplomant najnižji akademski naziv; kakšen je naziv, je odvisno od končanega študijskega programa, navadno pa je »diplomirani/-a ...«, »diplomirani/-a inženir/-ka ...« ali »profesor/-ica ...«. 